# Gunnar Lindström
Nils Gunnar Lindström (ur. 11 lutego 1896 w Eksjö, zm. 6 października 1951 tamże) – szwedzki lekkoatleta, który specjalizował się w rzucie oszczepem.
Trzykrotny uczestnik igrzysk olimpijskich – Antwerpia 1920, Paryż 1924 oraz Amsterdam 1928. Podczas swojego drugiego olimpijskiego występu – w Paryżu – rzutem na odległość 60,92 m wywalczył srebrny medal. 12 października 1924 na zawodach w Eksjö ustanowił rzutem na odległość 66,62 m rekord świata, który przetrwał do 8 października 1927. Trzykrotnie zdobywał mistrzostwo Szwecji w rzucie oszczepem oburącz (w latach 1920, 1921 i 1924) i jednorącz (1924, 1926, 1927). Po zakończeniu kariery pracował m.in. jako agronom i był właścicielem farmy pod Eksjö. Rekord życiowy: 67,77 m (1928).
Brat Elofa.